# Banteay Samré

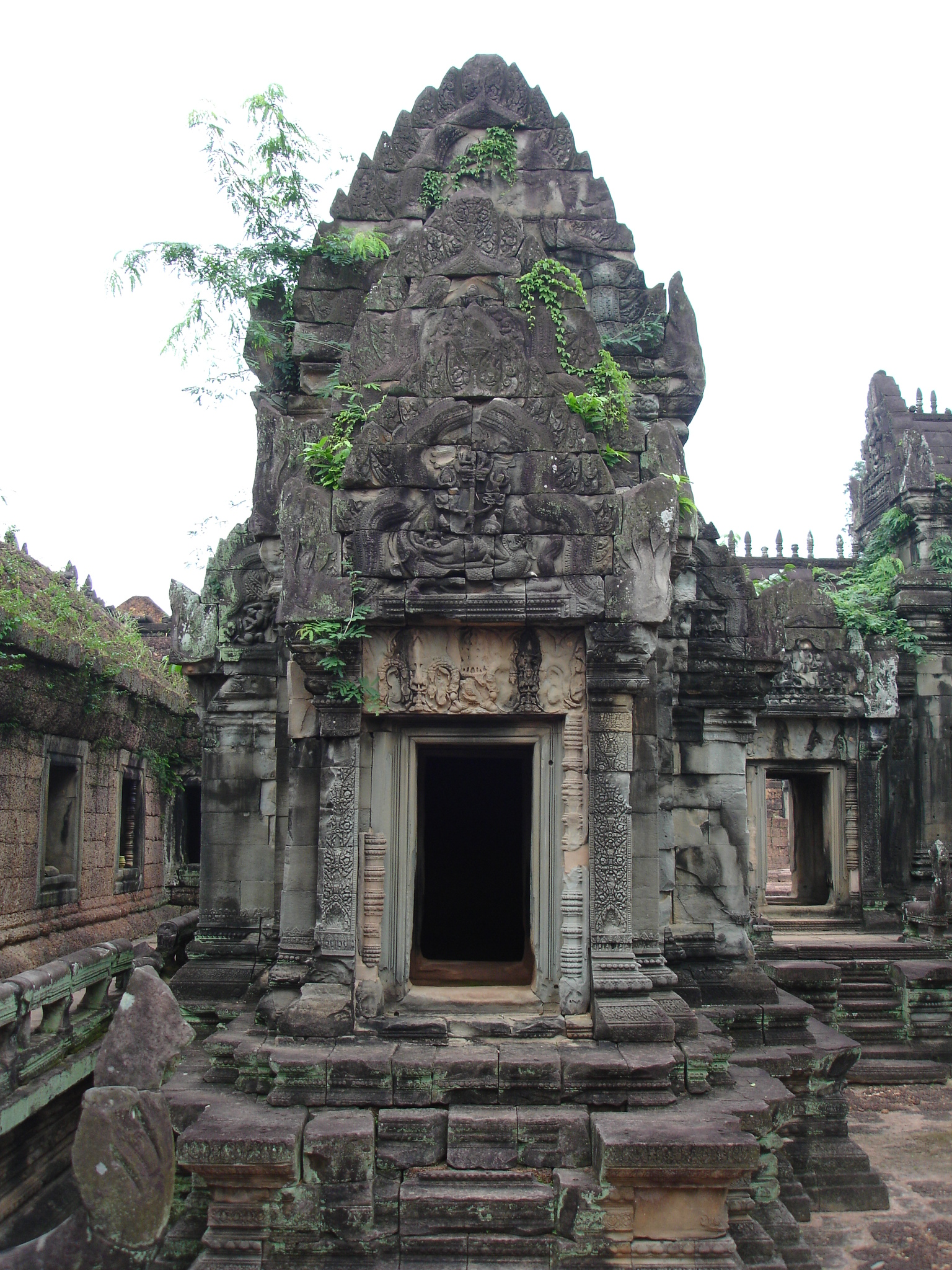
Bên trong Banteay Samré

Banteay Samré là một ngôi đền tại Angkor, Campuchia, tọa lạc về phía đông của Đông Baray. Được xây dưới thời vua Suryavarman II và Yasovarman II đầu thế kỷ 12, nó là một ngôi đền Hindu theo phong cách Angkor Wat.
Được đặt tên theo Samré, một dân tộc cổ đại tại Đông Dương, ngôi đền có vật liệu gống như của Banteay Srei.